# Cal Montmany
Cal Montmany és una obra del municipi de Rubí (Vallès Occidental) inclosa en l'Inventari del Patrimoni Arquitectònic de Catalunya.

## Descripció
Antiga casa de poble dedicada al conreu. Orientada al nord, el portal d'entrada és de punt rodó adovellat amb teulada a dues vessants. Té planta baixa, pis i golfes que s'utilitzaven com a magatzem dels productes agrícoles. S'obren a l'exterior per dos arcs fets amb totxo, units per un petit pilar. A l'interior, tots els sostres mostren l'antiga forma de construcció de biga i llata.

## Història
Els descendents d'Isidre Montmany van comprar un terreny l'any 1714. La primera construcció constava d'un sol pis. Posteriorment, a finals del segle xviii es va realitzar una reconstrucció i es va afegir el segon pis o golfes.